# Mutafukaz
Pour le film, voir Mutafukaz (film).
Mutafukaz est une série de bande dessinée française aux influences comics et west coast. Il s'agit du premier titre de Run, publié en France par Ankama Éditions au Label 619.

## Synopsis
Voici l'épopée rocambolesque de deux acolytes, Vinz et Angelino, habitant la ville californienne fictive de Dark Meat City. Après un banal accident de scooter, Angelino se voit touché par un affreux mal de crâne. Hallucinations, vision, paranoïa, Angelino ne sait plus ou donner de la tête. D'autant plus que Vinz ne croit en rien aux « fabulations » de son camarade.

Consultation de médecin par Angelino, déambulation dans les rues du quartier de Rios Rosas, très vite les deux compères se retrouvent face à des hommes, version hommes en noir, peu scrupuleux et ne désirant qu'une chose, leur élimination pure et simple.
Après une attaque digne des sections spéciales dans leur appartement, Angelino et Vinz se retrouvent exilés dans le ghetto de Palm Hill, fuyant une menace dont ils ne soupçonnent pas la portée.

Avis de recherche sur leurs têtes, poursuites et fusillades, Angelino, toujours suivi par son colocataire, se découvre une force, projetant son sang par les battements de son cœur épineux, qui leur permettent de se sortir des situations périlleuses auxquelles ils sont confrontés. Leurs aventures ne font que commencer et pourtant, ils sentent qu'ils sont mêlés à une histoire qui sort de l'entendement...

## Parutions
1. It came from the moon, co-illustré avec Bicargo, co-colorisé avec Niro, 160 pages, 4 décembre 2008 (ISBN 978-2-9167-3929-8)
2. Dark Meat City, co-scénarisé, co-illustré et co-colorisé avec Chick et Semper Fi pour le chapitre 1, 124 pages, 24 août 2006  (ISBN 2-9524509-4-3)
3. Troublants trous noirs, 128 pages, paru le 6 septembre 2007  (ISBN 978-2-9167-3903-8)
4. Révélations, 128 pages, 11 février 2010  (ISBN 978-2-3591-0010-5)
5. Dead end, 172 pages, 14 février 2013[2]  (ISBN 978-2-3591-0338-0)
6. V, 160 pages, 11 septembre 2015  (ISBN 978-2-3591-0515-5)

- Metamuta, les aventures mutaphysiques d'Angélino, 272 pages, de Jérémie Labsolu, 7 mai 2009  (ISBN 978-2-9167-3942-7)
- Mutafukaz l'intégrale, 592 pages, 4 mai 2018  (ISBN 1-0335-0530-7)

## Séries dérivées
En 2017, Run et le dessinateur Neyef débutent une série de six bandes dessinées mensuelles de 32 pages au format comics, nommée Mutafukaz' Puta Madre. L'histoire relate les origines du personnage Jesu. Chaque volume, vendu en format souple, est limité à 4 500 exemplaires, vendu seulement en librairie et n'est pas réimprimé. Un recueil cartonné contenant les six chapitres est donc prévu pour novembre 2017.
Le sixième volet de l'histoire est le premier à être classé dans le top 15 des meilleures ventes de bandes dessinées par semaine et est classé quatorzième dans celui du 12 avril 2017. Le tome quatre est classé pareil, le cinquième classé douzième et le dernier sixième.
Selon le site web Juste Focus, un nouveau spin-off de Mutafukaz est prévu pour l'année 2019. Cette annonce est confirmée en octobre 2018 par des tweets de Run, dans lesquels il présente des extraits de la bande dessinée.

## Ventes
En 2018, la série s'est vendue à plus de 145 000 exemplaires dans le monde. Son intégrale atteint la treizième place du classement des albums de comics originaux les plus vendus en France en 2018.

## Produits dérivés
Une série de Qee Mutafukaz a été édité par Toys2R et distribué en France par Ankama Éditions.

## Adaptation cinématographique
Une adaptation cinématographique est sortie en 2017, réalisée par Shōjirō Nishimi et par Run. Elle est produite par Ankama Animations et le studio japonais Studio 4°C.